# Xuya-Ha
Xuya-Ha är en ort i Mexiko.   Den ligger i kommunen Salto de Agua och delstaten Chiapas, i den sydöstra delen av landet, 800 km öster om huvudstaden Mexico City. Xuya-Ha ligger 91 meter över havet och antalet invånare är 146.
Terrängen runt Xuya-Ha är huvudsakligen kuperad, men åt nordväst är den platt. Xuya-Ha ligger nere i en dal. Runt Xuya-Ha är det ganska glesbefolkat, med 45 invånare per kvadratkilometer. Närmaste större samhälle är Belisario Domínguez, 17,5 km norr om Xuya-Ha. I omgivningarna runt Xuya-Ha växer i huvudsak städsegrön lövskog.